# Мае
 Тази статия е за острова.  За града вижте Мае (град).  
Маé (на френски: Mahé) е най-големият остров (155 км²) на Сейшелските острови.
Населението на Мае е около 72 000 души. На него е разположена столицата на Сейшелската република Виктория и живее 90% от цялото население на страната.
Островът носи името на Бертран-Франсоа Мае де ла Бурдоне, някогашен губернатор на Мавриций.
Най-високият връх на Мае е Морн Сейшелоа (905 м), разположен в едноименния национален парк.

## Фотогалерия
- Главният град на Мае – Виктория
- Mae
- Плаж